# Konrad Auerbach
Konrad Auerbach (* 16. September 1958 in Olbernhau) ist ein deutscher Kunsthistoriker.

## Leben
Auerbach wuchs in Seiffen in einer erzgebirgischen Spielzeugmacherfamilie auf. Nach dem Abitur studierte er von 1980 bis 1984 an der Karl-Marx-Universität Leipzig die Fächer Kunsterziehung und Geschichte auf Lehramt. Dort wurde er 1988 zur Thematik Das bildnerische Bauen und seine Entwicklung in der Ontogenese zum Dr. phil. promoviert.
Am Erzgebirgischen Spielzeugmuseum Seiffen fand er 1987 als Quereinsteiger eine Anstellung. Zwei Jahre später wurde er als Nachfolger von Hellmut Bilz Direktor des Museums. Unter seiner Leitung erfuhr das Spielzeugmuseum 1999 eine umfassende Rekonstruktion und Erweiterung. Er trat 2022 in den Ruhestand ein.
Auerbach ist Autor zahlreicher monografischer Bücher und Broschüren, die sich inhaltlich zum Großteil mit der Spielzeugherstellung und Spielzeugmachern in und um Seiffen befassen. Daneben war und ist er am Verfassen von Reiseführern in Sachsen beteiligt.

## Schriften (Auswahl)
- Seiffener Weihnacht: Brauchtum im Erzgebirge – eine Dokumentation weihnachtlicher Volkskunst des Erzgebirgischen Spielzeugmuseums Seiffen (= Schriftenreihe Erzgebirgisches Spielzeugmuseum Seiffen Heft 5), Erzgebirgisches Spielzeugmuseum, Seiffen 1991, ISBN 978-3-910056-03-9.
- Mit der Eisenbahn durchs Spielzeugland: Zur Geschichte der erzgebirgischen Spielzeugeisenbahn (= Schriftenreihe Erzgebirgisches Spielzeugmuseum Seiffen Heft 13), Erzgebirgisches Spielzeugmuseum, Seiffen 1996, ISBN 978-3-910056-12-1.
- Museumsführer / Erzgebirgisches Spielzeugmuseum Seiffen (= Schriftenreihe Erzgebirgisches Spielzeugmuseum Seiffen Heft 17), Erzgebirgisches Spielzeugmuseum, Seiffen 2000, ISBN 978-3-910056-17-6.
- Museale Kostbarkeiten: Volkskundliche Objekte, Szenen und Räume im Erzgebirgischen Spielzeugmuseum und Freilichtmuseum Seiffen (= Schriftenreihe Erzgebirgisches Spielzeugmuseum Seiffen Heft 18), Erzgebirgisches Spielzeugmuseum, Seiffen 2003, ISBN 978-3-910056-18-3.
- (mit Roland Hanusch) Pflaumentoffel im Erzgebirge (= Schriftenreihe Erzgebirgisches Spielzeugmuseum Seiffen Heft 19), Erzgebirgisches Spielzeugmuseum, Seiffen 2006, ISBN 978-3-910056-19-0.
- Das historische erzgebirgische Spielzeugland: Ein Wegbegleiter durch die Geschichte der Spielwarenherstellung im sächsisch-böhmischen Erzgebirge, Seiffen 2010.
- Kleiner Museumsführer / Erzgebirgisches Freilichtmuseum Seiffen, Seiffen 2012. DNB 1046749315